# Белолеђа мишјакиња
Белолеђа мишјакиња (лат. Colius colius) врста је птице из породице мишјакиња.

## Опис
Дуга је око 34 центиметра, а тешка је 38-64 грама. Реп је просечно дуг као пола њене дужине. Горњи делови тела - глава, истакнута креста и груди - сивкасто-смеђе су боје, сем доњег дела леђа, на коме се наизменично налазе две тање беле и две дебље црне пруге, који нису видљиве уколико крила нису бар делимично раширена. Трбух је смећкасто-жуте боје. Кљун је плавкаст, с црним врхом, а ноге и стопала су црвене боје. Белолеђа мишјакиња може се разликовати од смеђе мишјакиње управо по боји кљуна и стопала.

## Распрострањеност
Распрострањена је у западним и средишњим подручјима јужне Африке од Намибије до јужне Боцване на истоку до средишњег дела Трансвалске Републике и Источног Кејпа.
Најчешћe живи у сувим стаништима, као што су трновити велдови, шикаре финбоса и полу-пустиње.

## Исхрана
Фругиворна је, прехрана јој се углавном састоји од хране биљног порекла, као што су бобице, лишћe, семе и нектар. Понекад се могу хранити и пупољцима неких биљака, а некад чак поједу и читаве гране украсног биља, због чега су непожељне код воћара и баштована, а то је разлог због чега су ове птице јако стидљиве. Када уоче човека мирно седе на дрвету или чак одмах одлећу. Понекад се спуштају тихо на травњаке када је трава у цвету и хране се прашницима цветова. У дивљини, њихова исхрана воћем представља значајан фактор у ширењу семена аутохтоних јагодичастих биљака, као што је Halleria lucida. Међутим, такође шире и семе инванзивних биљака попут врста из рода Cotoneaster.
Јако је друштвена птица, храни се заједно с другим јединкама. Ноћу се све птице састају у велике групе.

## Размножавање
Ове птице се могу размножавати у било које доба године када су за то повољни услови. Гнездо представља велику шашу сакривену у грмљу. Младунце након излегања хране оба родитеља, а врло често и друге птице - помагачи, углавном младе птице из претходног гнезда.